# 基吉區

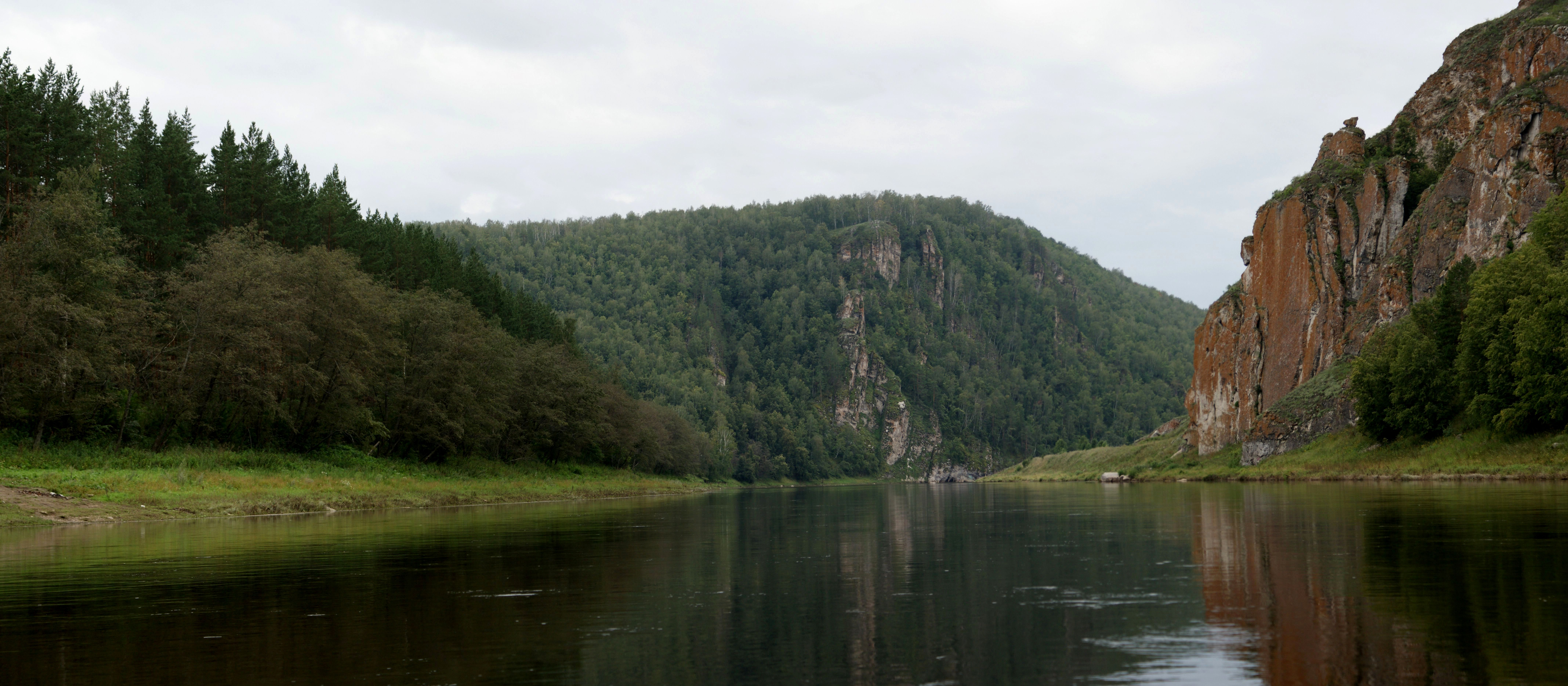

55°24′N 58°36′E / 55.400°N 58.600°E
基吉區（俄语：Кигинский район），是俄羅斯的一個區，位於該國西南部，由巴什科爾托斯坦共和國負責管轄，始建於1930年8月20日，面積1,688平方公里，2010年人口19,137，人口密度每平方公里11.34人。